# Церква Миколи Чудотворця (Новочеркаськ)
Церква Миколи Чудотворця (рос. Церковь Николая Чудотворца) — колишній православний храм в місті Новочеркаську Області Війська Донського (Росія); також відома як Миколаївська церква (рос. Николаевская церковь). 
У Новочеркаську на Поштовій вулиці в 300 метрах один від одного знаходилися дві Миколаївські церкви: одна — православна на Микільській площі (нині площа Левські), інша — старообрядницька біля Олександрівського саду.

## Історія
Будівля дерев'яної Миколаївської церкви було урочисто закладено 14 серпня 1810 року і побудовано в 1812 році. Цей храм був зведений за наполяганням парафіян Черкаської Миколаївської церкви, яких зазначенням отамана М. І. Платова майже насильно переселили в Новочеркаськ. Нагляд за будівництвом церкви вів інженер-підполковник Єфімов. Була Миколаївська церква освячена священиком Іоанном Долотіним 22 липня 1812 року.
Будівництво кам'яного храму було розпочато в 1821 році, освячений він був у 1829 році. Церква мала два придела: правий — в ім'я Святої великомучениці Варвари і лівий — Успіння Божої Матері. Проект церкви розробив архітектор Амвросимов, була створена в стилі ампір і являла собою одноповерховий однокупольний білокам'яний храм з кам'яною дзвіницею, прибудованої до церкви.
Храм був закритий у 1935 році, а в 1939 році розібраний з метою розбивки на його місці скверу. В даний час в Новочеркаську тут знаходиться площа Левські, де 19 листопада 1995 року був встановлений великий дерев'яний хрест у пам'ять про зруйнованої Миколаївської церкви. Пізніше хрест був замінений на металевий.

## Галерея

Види церкви з вулиці Поштовій
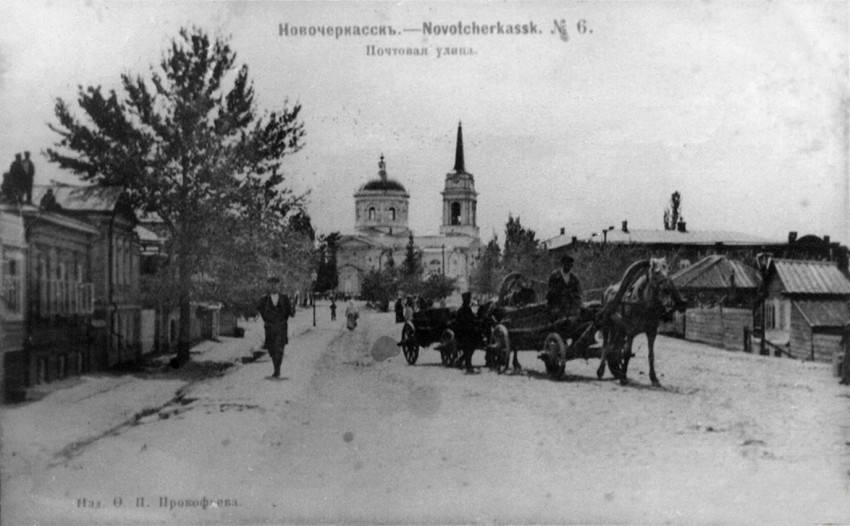
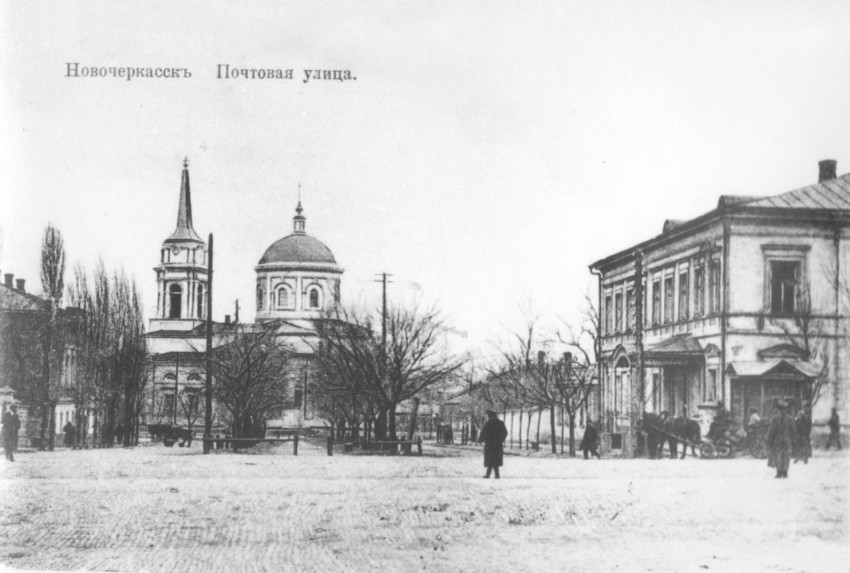